# Настольный теннис на Европейских играх 2019
Настольный теннис на Европейских играх 2019 — соревнования по настольному теннису на Европейских играх 2019, которые проходили с 22 по 29 июня 2019 года в столице Беларуси, в городе Минске, в РЦОП по теннису. Было разыграно пять комплектов медалей: в командном и одиночном разрядах среди мужчин и женщин, а также в смешанном парном разряде. В соревнованиях участвовали 128 спортсменов.

## Календарь
| ЦО | Церемония открытия | 2 | Финалы соревнований | ЦЗ | Церемония закрытия |

| Июнь              | Июнь              | 21 Пт | 22 Сб | 23 Вс | 24 Пн | 25 Вт | 26 Ср | 27 Чт | 28 Пт | 29 Сб | 30 Вс | Медали |
| ----------------- | ----------------- | ----- | ----- | ----- | ----- | ----- | ----- | ----- | ----- | ----- | ----- | ------ |
| Настольный теннис | Настольный теннис |       | ●     | ●     | ●     | 1     | 2     | ●     | ●     | 2     |       | 5      |

## Организация соревнований
Турнир проходил в городе Минск, в Республиканском центре олимпийской подготовки по теннису.
Для игры использовались:
- столы TIBHAR, Showcourt 28;
- сетки TIBHAR Smash, синие;
- мячи TIBHAR, 40+ *** SYN TT NG, белые.

## Квалификация
Для участия в турнире по настольному теннису на европейских играх спортсмены и сборные команды должны были пройти соответствующую квалификацию.

## Медали

### Мужчины
| Дисциплина       | Золото                                                     | Серебро                                                 | Бронза                                                       |
| ---------------- | ---------------------------------------------------------- | ------------------------------------------------------- | ------------------------------------------------------------ |
| Одиночный разряд | Тимо Болль · Германия                                      | Джонатан Грот · Дания                                   | Томислав Пуцар · Хорватия                                    |
| Командный разряд | Германия · Патрик Франциска · Дмитрий Овчаров · Тимо Болль | Швеция · Юн Перссон · Кристиан Карлссон · Маттиас Фальк | Португалия · Тьягу Аполония · Жуан Монтейру · Маркуш Фрейташ |

### Женщины
| Дисциплина       | Золото                                                             | Серебро                                                      | Бронза                                             |
| ---------------- | ------------------------------------------------------------------ | ------------------------------------------------------------ | -------------------------------------------------- |
| Одиночный разряд | Фу Юй · Португалия                                                 | Хань Ин · Германия                                           | Ни Сялянь · Люксембург                             |
| Командный разряд | Германия · Хань Ин · Петрисса Золья · Нина Миттельхам · Сяона Шань | Румыния · Элизабета Самара · Даниэла Дореан · Бернадетте Сёч | Польша · Наталия Байор · Наталья Партыка · Ли Цянь |

### Смешанные пары
| Дисциплина     | Золото                                       | Серебро                                   | Бронза                              |
| -------------- | -------------------------------------------- | ----------------------------------------- | ----------------------------------- |
| Смешанные пары | Германия · Петрисса Золья · Патрик Франциска | Румыния · Бернадетте Сёч · Овидиу Ионеску | Франция · Лора Ганье · Тристан Флор |

### Общий зачёт
| Общее количество медалей |            |        |         |        |       |
| Место                    | Страна     | Золото | Серебро | Бронза | Всего |
| 1                        | Германия   | 4      | 1       | 0      | 5     |
| 2                        | Португалия | 1      | 0       | 1      | 2     |
| 3                        | Румыния    | 0      | 2       | 0      | 2     |
| 4                        | Дания      | 0      | 1       | 0      | 1     |
| 4                        | Швеция     | 0      | 1       | 0      | 1     |
| 6                        | Франция    | 0      | 0       | 1      | 1     |
| 6                        | Люксембург | 0      | 0       | 1      | 1     |
| 6                        | Хорватия   | 0      | 0       | 1      | 1     |
| 6                        | Польша     | 0      | 0       | 1      | 1     |
| -                        | Всего      | 5      | 5       | 5      | 15    |